# Federația Comerțului
Federația Comerțului este o entitate fictivă care face parte din universul Războiul stelelor. Apare în episoadele I, II și III din trilogia Star Wars, precum și în unele cărți oficiale. Federația este condusă de către Nute Gunray și Rune Haako .
Federația comerțului a fost înființată cu 350 ani înainte de bătălia de la Yavin, în cadrul Republicii Galactice. Ea se prezintă ca un consorțiu de companii de transport în întreaga galaxie. De-a lungul anilor, compania a absorbit principalii săi rivali și a devenit din ce în ce mai puternică. A ajuns atât de puternică încât a ajuns să aibă un reprezentant în Senatul Galactic.
Cu toate acestea, în sistemele de la frontieră, flota comercială a suferit numeroase atacuri din partea jefuitorilor. Ea a întrebat apoi Senatul cu privire la dreptul de a avea un sistem de apărare care să-i protejeze interesele sale. În câteva decenii, Federația comerțului a devenit una dintre cele mai puternice organizații, atât din punct de vedere economic cât și militar. Uriașa sa armată era formată în principal din robotii de luptă , dar, de asemenea, și din druizi de luptă. Druizii de luptă reprezentau un compromis perfect între puterea de luptă și costurile de producție. Nimeni nu a îndrăznit să se opună Federației Comerțului, deoarece era suficient de puternică pentru a schimba ordinea din interiorul Republicii Galactice în caz de conflict deschis.
În Războiul stelelor - Episodul I: Amenințarea fantomei planetei Naboo i se impune un embargo de către  Federația Comerțului, lucru care duce la Bătălia de pe Naboo, un conflict dintre uniunea celor două specii inteligente native ale planetei și Federație.